# Asura circumdata
Asura circumdata là một loài bướm đêm thuộc phân họ Arctiinae, họ Erebidae.